# فرودگاه فورلی
فرودگاه فورلی (به انگلیسی: Forlì Airport) (به زبان بومی: Aeroporto di Forlì - "L. Ridolfi") یک فرودگاه همگانی با کد یاتا FRL است که یک باند فرود آسفالت دارد و طول باند آن ۲۵۶۰ متر است. این فرودگاه در شهر فورلی کشور ایتالیا قرار دارد و در ارتفاع ۲۸٫۷ متری از سطح دریا واقع شده است.